# Bīshābād
Bīshābād (persiska: بیش آباد) är en ort i Iran.   Den ligger i provinsen Nordkhorasan, i den nordöstra delen av landet, 600 km öster om huvudstaden Teheran. Bīshābād ligger 1 789 meter över havet och antalet invånare är 190.
Terrängen runt Bīshābād är varierad.Runt Bīshābād är det ganska glesbefolkat, med 31 invånare per kvadratkilometer. Närmaste större samhälle är Now Deh, 3,9 km väster om Bīshābād. Trakten runt Bīshābād består i huvudsak av gräsmarker.